# علاج الفصام
يشمل علاج الفصام عددًا من الجوانب منها التداخلات النفسية والدوائية والاجتماعية والتعليمية والمتعلقة بالتوظيف المهني وجميعها تهدف إلى التعافي والحد من تأثير الفصام على نوعية الحياة والأداء الاجتماعي وطول العمر.

## الاستشفاء
يمكن أن يدخل المريض المستشفى عند حدوث نوبات شديدة من الفصام. يدخل المريض طوعيًا أو (في حال سمحت تشريعات الصحة العقلية بذلك) جبريًا (يسمى الإيداع الجبري). أصبح بقاء المرضى لفترة طويلة في المستشفى الآن أقل شيوعًا بسبب الرعاية غير المؤسساتية. بعد (أو عوضًا عن) دخول المستشفى، تُقدم خدمات الدعم التي تشمل مراكز الاستقبال وزيارات من أعضاء فرق الصحة العقلية المجتمعية أو فرق المعالجة الإلزامية الاجتماعية والتوظيف المدعوم ومجموعات الدعم التي يديرها المرضى. وتشمل الجهود المبذولة لتجنب تكرار دخول المستشفى الحصول على أوامر العلاج المجتمعي التي تجبر الفرد المصاب، بعد الموافقة القضائية، على تلقي العلاج النفسي، ويشمل ذلك الحقن مديدة التأثير للأدوية المضادة للذهان. وثبت أن هذه الآلية القانونية تزيد من فترات بقاء المريض خارج المستشفى.

## الأدوية
الدعامة الأساسية لعلاج الفصام هي استخدام دواء مضاد للذهان. تستغرق معظم مضادات الذهان نحو 7 إلى 14 يومًا قبل أن تصل إلى تأثيرها الكامل. يمكن أن يحسن الدواء الأعراض الإيجابية لمرض الفصام والأداء الاجتماعي والمهني. لكنه يفشل في تحسين الأعراض السلبية والخلل المعرفي بشكل كبير. توجد أدلة على أن كلوزابين، أميسولبرايد، أولانزابين، ريسبيريدون هي الأدوية الأكثر فعالية. لكن نسبة كبيرة من الدراسات المجراة على ريسبيريدون نفذتها الشركة المصنعة له يانسن كيلاغ ويجب تفسيرها مع أخذ ذلك في الاعتبار. يقلل الاستخدام المستمر لمضادات الذهان خطر النكس. وهناك القليل من الأدلة المتعلقة بالفوائد الناتجة عن استخدامها بعد عامين أو ثلاثة.
تغير علاج الفصام بشكل كبير في منتصف خمسينيات القرن العشرين مع تطوير كلوربرومازين، وهو أول دواء مضاد للذهان، وبدء استخدامه. وسرعان ما تبعته أدوية أخرى مثل هالوبيريدول وتريفلوبيرازين.
مازال من غير الواضح ما إذا كانت مضادات الذهان الأحدث تقلل من احتمال الإصابة بمتلازمة مضادات الذهان الخبيثة، وهي اضطراب عصبي نادر ولكنه خطير وربما قاتل يحدث غالبًا بسبب رد فعل سلبي على مضادات الذهان.
يعاني معظم الناس الذين يتناولون مضادات الذهان من آثار جانبية. يميل الأشخاص الذين يتناولون مضادات الذهان النموذجية إلى التعرض إلى معدل أعلى من الآثار الجانبية خارج الهرمية بينما يرتبط استخدام بعض المضادات غير النموذجية بزيادة كبيرة في الوزن والسكري وخطر الإصابة بالمتلازمة الاستقلابية؛ ويكون هذا التأثير أكثر وضوحًا عند استخدام أولانزابين، في حين يرتبط ريسبيريدون وكيتيابين أيضًا بزيادة الوزن. يترافق ريسبيريدون بمعدل مماثل من الأعراض خارج الهرمية مقارنةً بهالوبيريدول. توصي الجمعية الأمريكية للطب النفسي عمومًا باستخدام مضادات الذهان غير النموذجية باعتبارها الخط الأول في العلاج لدى معظم المرضى، ولكنها تنص أيضًا على وجوب تخصيص العلاج بشكل فردي لكل مريض.
استجابة الأعراض للدواء متغيرة. يُعرّف الفصام المقاوم للعلاج بأنه الفشل في الاستجابة للعلاج بعد استخدام اثنين أو أكثر من الأدوية المضادة للذهان المعطاة في جرعات علاجية لمدة ستة أسابيع أو أكثر. يمكن وصف كلوزابين للمرضى في هذه الفئة، وهو دواء قد يكون أكثر فعالية في الحد من أعراض الفصام، ولكن يمكن أن يترافق العلاج بخطر أعلى لظهور الآثار الجانبية المميتة المحتملة مثل ندرة المحببات والتهاب العضلة القلبية. كلوزابين هو الدواء الوحيد الذي ثبت أنه أكثر فعالية لدى الأشخاص الذين لا يستجيبون لأنواع أخرى من مضادات الذهان. ويبدو أنه يقلل من الانتحار لدى الأشخاص المصابين بالفصام. يثبط كلوزابين نقي العظم، أي أنه يقلل عدد خلايا الدم البيضاء وهو ما يمكن أن يؤدي إلى العدوى، تُجرى اختبارات الدم خلال الأشهر الستة الأولى من تناول هذا الدواء. خطر التعرض لندرة المحببات بسبب العلاج بكلوزابين أعلى لدى كبار السن والأطفال والمراهقين. يجب أيضًا تفسير الفعالية في الدراسات بحذر بسبب احتمال التحيز المتزايد.
وجدت الدراسات أن من الممكن العلاج بمضادات الذهان بعد متلازمة مضادات الذهان الخبيثة وقلة العدلات باستخدام كلوزابين.
يزيد تدخين التبغ من استقلاب بعض مضادات الذهان، من خلال تنشيط إنزيم سيتوكروم بّي 450 1 إيه 2 بقوة، وهو الإنزيم الذي يحطمها، ويوجد فرق كبير في مستويات الدواء بين المدخنين وغير المدخنين. يوصى بزيادة الجرعة للمدخنين عند استخدام كلوزابين بنسبة 50%، وزيادة جرعة أولانزابين بنسبة 30%. يمكن أن يؤدي التوقف عن التدخين إلى زيادة تركيز مضادات الذهان ما قد يسبب السمية، لذا يجب رصد الآثار بهدف تقليل الجرعة؛ يمكن أن تتفاقم الكثير من الأعراض بشكل ملحوظ، ويظهر التعب الشديد، والنوبات مع خطر النكس. وبالمثل، يمكن أن يحتاج أولئك الذين يستأنفون التدخين إلى تعديل جرعاتهم بالنسب الملائمة. وترجع الآثار المتغيرة إلى المركبات الموجودة في دخان التبغ لا إلى النيكوتين. وبالتالي فإن استخدام العلاج ببدائل النيكوتين له تأثير مكافئ للتوقف عن التدخين وفي هذه الحالة هناك حاجة إلى المراقبة أيضًا.
أشارت نتائج الأبحاث إلى أن أنظمة النقل العصبي الأخرى، مثل السيروتونين والغلوتامات وغابا والأسيتيل كولين، تشارك أيضًا في تطور الفصام، وأن هناك حاجة إلى دواء أكثر شمولًا. جُرب مضاد ذهان جديد هو الأول من نوعه يستهدف أنظمة ناقلات عصبية متعددة يُدعى لوماتيبيرون، وجُرب سريريًا ونال موافقة إدارة الغذاء والدواء في ديسمبر 2019 لعلاج الفصام لدى البالغين. لوماتيبيرون هو دواء مكون من جزيء صغير، يتمتع بخصائص أفضل من ناحيتي السلامة والتحمل. يتفاعل مع الدوبامين والسيروتونين والغلوتامات بطريقة معقدة وانتقائية بشكل فريد، ويبدو أنه يحسن الأعراض السلبية والإيجابية، والأداء الاجتماعي. ووجد أنه يقلل من الخلل الاستقلابي المحتمل، ويترافق بمعدلات أقل من اضطرابات الحركة، وله آثار جانبية أقل على القلب والأوعية الدموية مثل تسرّع القلب.

### الأدوية الإضافية
في بعض الأحيان يوصى باستخدام مضاد ذهان ثانٍ مع المضاد الأول عندما تكون الاستجابة ضعيفة. وجدت مراجعة لهذا الاستخدام بعض الأدلة على تحسن الأعراض ولكن لم تجد تحسنًا من ناحية النكس أو دخول المستشفى. يتزايد استخدام مضادات الذهان المركبة على الرغم من الأدلة الداعمة المحدودة، وتوصي بعض البلدان مثل فنلندا وفرنسا والمملكة المتحدة باستخدامها بينما تعارض دول أخرى مثل كندا والدنمارك وإسبانيا ذلك. مضادات الالتهاب ومضادات الاكتئاب ومثبتات المزاج هي أدوية إضافية أخرى مستخدمة. وتشمل الاستراتيجيات الأخرى العلاج بالصدمات الكهربائية، أو التحفيز المغناطيسي المتكرر عبر الجمجمة ولكن الأدلة على ذلك غير كافية.